# Opowieść o schodach
Opowieść o schodach (bułg. Приказка за стълбата, dosł. Bajka o schodach) – opowiadanie Christo Smirnenskiego, opublikowane w maju 1923 roku na łamach czasopisma Mładeż, miesiąc przed śmiercią autora. Utwór ten należy do najbardziej znanych tekstów prozatorskich Smirnenskiego. 

## Treść
Na treść opowiadania składa się rozmowa Diabła z człowiekiem. Diabeł namawia młodego człowieka (który przedstawia się słowami: Z pochodzenia jestem plebejuszem i wszyscy nędzarze są mi braćmi) do tego, by wspinał się po kolejnych szczeblach drabiny. Na szczycie drabiny znajdują się książęta i magnaci, których młody człowiek nienawidzi i na których pragnie się zemścić za cierpienie ludzi, spośród których się wywodzi. Diabeł pozwala mu wspinać się coraz wyżej, żąda jednak dla siebie od plebejusza słuchu, oczu, serca i pamięci. Docierając do szczytu człowiek przyjmuje zupełnie inną perspektywę i wypowiada słowa: Z pochodzenia jestem księciem i bogowie są mi braćmi".
Mottem opowiadania są słowa: Przeznaczone dla tych, którzy powiedzieliby "To mnie nie dotyczy".
Opowiadanie wykorzystuje konwencję bajki do podjęcia w alegoryczny sposób tematyki społecznej. Przedstawia awans społeczny plebejusza, który z każdym kolejnym stopniem oddala się od środowiska, z którego się wywodzi i przyjmuje wartości środowiska, które dotychczas krytykował. Utwór Smirnenskiego jest szeroko znany w bułgarskich kręgach inteligenckich i chętnie przywoływany w kontekście walki politycznej, słabego związku między elitami politycznymi a wyborcami, itp..
Polski przekład opowiadania, dokonany przez Halinę Kalitę, ukazał się w zbiorze Antologia noweli bułgarskiej XIX i XX (Warszawa 1954).